# Der Sommer mit Carmen
Der Sommer mit Carmen (griechisch Καλοκαίρι της Κάρμεν To kalokairi tis Karmen; englischsprachiger Festivaltitel: The Summer with Carmen) ist ein griechischer Spielfilm von Zacharias Mavroeidis aus dem Jahr 2023. Die Komödie handelt von zwei befreundeten schwulen Männern, die sich während eines Badeausflugs unterschiedlich an die Ereignisse eines vergangenen Sommers zurückerinnern. Dabei hoffen sie, den Stoff für ein Spielfilm-Drehbuch zu verwenden.
Das Werk wurde am 7. September 2023 im Rahmen der Internationalen Filmfestspiele von Venedig uraufgeführt.

## Handlung
Athen in der Gegenwart: Demosthenes ist in seinen 30ern und genießt mit seinem besten Freund Nikitas einen Tag am queeren Strand der griechischen Hauptstadt. Der 25-jährige Nikitas ist ein aufstrebender Filmemacher und auf der Suche nach einer Idee für sein bevorstehendes Spielfilmdebüt. Demosthenes bietet sich an, ihm bei der Themenfindung zu helfen. Dabei blicken sie auf den Sommer vor zwei Jahren zurück, der von den Ereignissen um eine Hündin namens „Karmen“ inspiriert wurde. Demosthenes saß zu dieser Zeit in Athen fest, da sein Vater unter gesundheitlichen Problemen litt. Den unfreiwilligen Aufenthalt nutze er als Vorwand, um mit seinem Ex-Freund Panos Kontakt zu knüpfen. Panos wiederum wurde zu dieser Zeit Besitzer der süßen Hundedame „Karmen“ (Englisch: „Carmen“). Die Anschaffung des Tieres sollte er aber bald bereuen. Ebenso schien Demosthenes der Beziehung zu Panos hinterher zu trauern.
Zu ihrer großen Überraschung bemerken Demosthenes und Nikitas bald, wie unterschiedlich beide das damalige Verhalten ihres Helden interpretieren. Hat Demosthenes tatsächlich die Trennung von Panos bereut? Auch blicken Demosthenes und Nikitas kritisch auf ihre eigene langjährige Freundschaft.

## Hintergrund
Der Sommer mit Carmen ist der vierte Spielfilm des preisgekrönten griechischen Regisseurs und Drehbuchautors Zacharias Mavroeidis. Das Skript zum Film verfasste er gemeinsam mit seinem besten Freund Xenofondas Chalatsis, der zuvor an noch keinem Drehbuch gearbeitet hatte. Mavroeidis wollte die Freundschaften zwischen schwulen Männern beleuchten, die er als „eine komplexe und vielschichtige Art von Beziehung“ auffasste. Seinem Empfinden nach war das Thema vordergründig nur selten in Filmen behandelt worden. Er beschrieb Der Sommer mit Carmen als „eine Komödie über die Sinnlosigkeit, sich selbst zu kennen“. Die Struktur des Werks spiele im Stile der Arbeiten Charlie Kaufmans „ständig mit dem Selbstbewusstsein der Erzählung“.
Der Film wurde von der Gesellschaft Argonauts Production und von Ioanna Bolomyti für Atalante Productions SA produziert.

## Veröffentlichung
Die Premiere von Der Sommer mit Carmen fand am 7. September 2023 beim Filmfestival von Venedig statt, wo Mavroeidis Regiearbeit eine Einladung in die unabhängige Filmreihe Giornate degli Autori (Venice Days) erhalten hatte.
Der Sommer mit Carmen wurde in Deutschland im Rahmen des Queer Film Festivals im September 2024 gezeigt.

## Auszeichnungen
Im Rahmen seiner Präsentation beim Filmfestival von Venedig wurde Der Sommer mit Carmen für den Hauptpreis der Sektion Giornate degli Autori (Venice Days) nominiert. Für die Leitung der Jury wurde der portugiesische Filmemacher João Pedro Rodrigues bestimmt. Auch wurde das Werk für den Queer Lion nominiert.
Im Jahr 2022 war das Projekt auf dem Filmfestival Thessaloniki in der Kategorie Agora Works in Progress mit dem ersten Platz ausgezeichnet worden, die Filme in der Postproduktion unterstützt.